# Michael Bisping
Michael Gavin Joseph Bisping (Nicosia, 28 febbraio 1979) è un ex artista marziale misto e attore britannico.
Ha combattuto nella categoria dei pesi medi per l'organizzazione statunitense UFC, nella quale è stato campione di categoria dal 2016 al 2017. In precedenza ha vinto il torneo dei pesi mediomassimi della terza stagione del reality show The Ultimate Fighter e ha fatto da allenatore nella nona e nella quattordicesima stagione dello stesso programma. È stato inoltre campione dei mediomassimi nelle promozioni britanniche Cage Rage e Cage Warriors.
Bisping è particolarmente celebre nel mondo delle MMA non solo per le sue doti tecniche ma anche per il suo frequente e offensivo trash-talking che, soprattutto agli occhi di molti fan statunitensi, ne fanno un heel di questo sport. Tra i riconoscimenti guadagnati in carriera si segnalano anche i premi European Fighter of the Year ai Fighters Only World MMA Awards nel 2008 e International Fighter of the Year nel 2012.

## Caratteristiche tecniche
Bisping vanta grandi doti e una lunga esperienza nella Kickboxing, essendo stato in passato per due volte campione nazionale dei pesi mediomassimi: nonostante sia privo del singolo pugno da KO è abilissimo nel costruire molte vittorie su un continuo utilizzo del jab e su movimenti rotatori finalizzati ad eludere i colpi degli avversari. A ciò unisce dei buoni fondamentali nella lotta e nel grappling, che ne fanno un lottatore completo.
È inoltre particolarmente noto per le sue doti cardiovascolari: grazie ad esse, infatti, non appare mai stanco durante i suoi incontri ma anzi cerca di tenere sempre un ritmo di combattimento elevato nella speranza di sfiancare l'avversario sulla lunga distanza.

## Carriera nelle arti marziali miste

### Gli inizi in patria
Bisping esordisce come professionista nelle arti marziali miste nel 2004 in un incontro a Newcastle vinto per sottomissione in pochi secondi. Dopo un secondo match vinto per KO in meno di un minuto, Bisping venne scelto come sfidante per il titolo dei pesi mediomassimi della prestigiosa promozione Cage Rage contro il campione in carica Mark Epstein, vincendo per KO nel secondo round. Successivamente difende il titolo in un rematch contro Epstein vincendo ancora per KO: in seguito a ciò viene indicato dal sito della UFC come "la grande speranza britannica".
Nel 2005 combatte un paio di incontri di Cage Kickboxing sconfiggendo David Brown e perdendo ai punti contro il futuro lottatore UFC Cyrille Diabaté. Lo stesso anno passa alla Cage Warriors, anch'essa ai vertici nazionali nelle MMA, e diviene il nuovo campione dei mediomassimi stendendo Dave Radford alla prima ripresa. Successivamente difende il titolo per ben tre volte finalizzando rispettivamente Miika Mehmet, Jakob Lovstad e Ross Pointon, portando così il proprio record personale a 10-0 senza alcuna vittoria ai punti.

### Ultimate Fighting Championship
Lo scontato passaggio alla UFC avvenne nel 2006 con la partecipazione alla terza stagione del reality show The Ultimate Fighter, dove fece parte della squadra allenata dall'ex campione dei mediomassimi Tito Ortiz: il britannico si dimostrò inarrestabile, annichilendo in sequenza Kristian Rothaermel, il connazionale Ross Pointon e l'altro finalista Josh Haynes, ottenendo quindi un contratto con la UFC.
Verso fine anno affrontò il grappler Eric Schafer, sbarazzandosene nel primo round per KO tecnico; successivamente affrontò l'ex contendente al titolo Elvis Sinosic, prossimo al ritiro, vincendo anche in questo caso per KO tecnico. Sempre nel 2007 Bisping trova un duro ostacolo nell'imbattuto esperto di lotta libera Matt Hamill, ottenendo una risicata vittoria ai punti.
Con un record personale di quattordici vittorie e nessuna sconfitta e un record parziale in UFC di quattro vittorie consecutive, Bisping poté confrontarsi con un assoluto top fighter di categoria quale Rashad Evans, anch'egli imbattuto: Bisping subì la prima sconfitta in carriera con un punteggio discutibile. Dopo questa sconfitta, spinto anche dal patron Dana White, che lo riteneva troppo piccolo per questa categoria di peso, Bisping decise di scendere nella divisione dei pesi medi.

#### Passaggio ai pesi medi
Nel 2008 l'inglese bagnò il proprio esordio nella nuova divisione di peso con una convincente vittoria per KO sulla cintura nera di jiu jitsu brasiliano Charles McCarthy. Bisping sfruttò bene l'anno costruendosi una serie di tre vittorie consecutive a spese, oltre che di McCarthy, anche del grappler Jason Day e dell'ex campione WEC Chris Leben, che fu indisponibile per una precedente sfida contro Bisping perché recluso in prigione e che dopo la sconfitta venne trovato positivo allo Stanozolol.
Nel 2009, grazie anche alla crescente popolarità, Bisping venne scelto come allenatore per la nona stagione del reality show The Ultimate Fighter in contrapposizione all'ex campione UFC, Pride e RINGS Dan Henderson. Nonostante il successo come allenatore, dovuto agli ottimi risultati dei lottatori della sua squadra, Bisping subì da parte di Henderson - a UFC 100, evento in cui i due allenatori si sfidarono come da tradizione del programma - la peggiore sconfitta della sua carriera, venendo messo KO con un singolo pugno nella seconda ripresa.

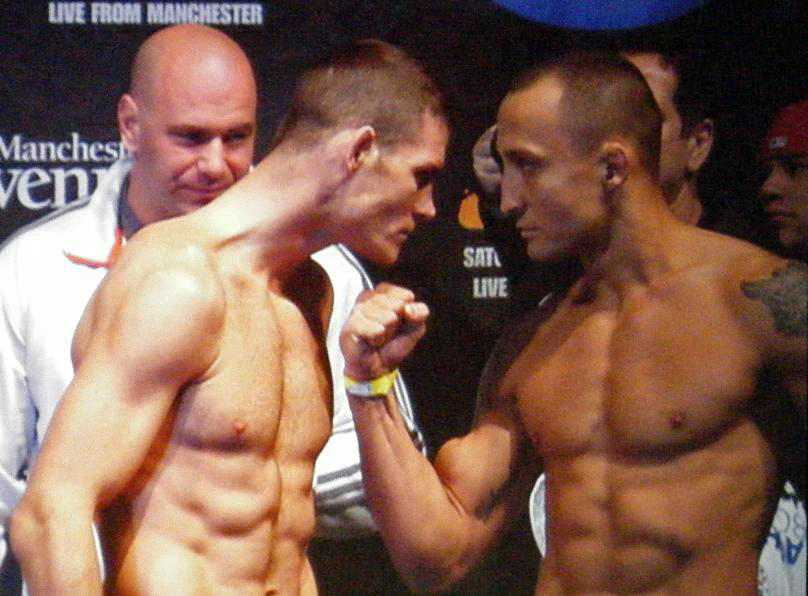
Bisping e Denis Kang faccia a faccia durante le operazioni di peso per l'evento UFC 105

Prima della fine dell'anno ottenne, a UFC 105, un'importante vittoria per KO contro l'ex campione Spirit MC e veterano della Pride Denis Kang, guadagnando anche il premio Fight of the Night.
Il 2010 iniziò male per Bisping con la sconfitta ai punti contro la leggenda della Pride Wanderlei Silva. Dopo questa sconfitta Bisping rinacque in un lottatore fortemente migliorato, ottenendo delle convincenti vittorie ai punti contro il gatekeeper Dan Miller e contro il judoka ed ex campione Hero's Yoshihiro Akiyama. Bisping allungò ulteriormente la propria striscia di vittorie mettendo KO il navigato Jorge Rivera in un incontro noto soprattutto per la lite verbale tra i due, fatto che etichettò definitivamente Bisping come un "cattivo" delle arti marziali miste e che attirò l'antipatia di molti fan e lottatori nei suoi confronti.
Alla metà del 2011, per la seconda volta, Bisping venne scelto come allenatore per la quattordicesima edizione di The Ultimate Fighter, questa volta opposto all'idolo dei fan Jason Miller, lottatore tecnicamente molto limitato; nel successivo incontro tra i due Bisping si impose agevolmente sul proprio avversario per KO tecnico alla terza ripresa.
Nel 2012 Bisping tornò stabilmente tra i top 5 di categoria e per l'evento UFC on Fox: Evans vs. Davis lo aspettava la sfida contro l'ex contendente al titolo e fuoriclasse di jiu jitsu brasiliano Demian Maia, mentre la sera stessa Chael Sonnen e Mark Muñoz avrebbero lottato per un posto come sfidante del campione Anderson Silva; Muñoz tuttavia s'infortunò e Bisping venne scelto per sfidare Sonnen con in palio il posto di contendente numero uno al titolo dei pesi medi. Contro ogni aspettativa Bisping tenne testa a Sonnen, nonostante la grande abilità nella lotta di quest'ultimo, ma subì una sconfitta per decisione che molti esperti non condivisero affatto. L'inglese rimase comunque sulla scia del campione sconfiggendo Brian Stann, al tempo considerato uno dei migliori dieci pesi medi al mondo.
Nel gennaio 2013 ebbe per la terza volta la possibilità di ottenere una sfida per il titolo nel caso fosse riuscito a sconfiggere l'ex campione dei pesi mediomassimi Vítor Belfort dinanzi al pubblico di San Paolo: Bisping fallì ancora una volta un incontro fondamentale per la sua carriera, finendo KO nel secondo round per mezzo di un calcio alla testa seguito da ground and pound. In questo incontro Bisping subì il distacco della retina dell'occhio destro, ma per evitare che la sua carriera potesse chiudersi prematuramente evitò di ricorrere ai medici.
In aprile Bisping, classificato come il contendente numero quattro nei ranking ufficiali UFC, si rifece sul numero dieci Alan Belcher con una vittoria per decisione in quanto, durante il terzo round di un incontro che stava dominando, colpì accidentalmente l'avversario a un occhio e il match venne fermato con i giudici che annunciarono il verdetto. In ottobre avrebbe dovuto lottare nella sua Manchester contro il numero cinque dei ranking Mark Muñoz, ma le condizioni del suo occhio erano tali da rendere necessario l'intervento chirurgico e dovette dare forfait, venendo sostituito da Lyoto Machida. Bisping stette lontano dall'ottagono per quasi un anno.
Nel 2014 viene sconfitto a sorpresa dall'ex Strikeforce Tim Kennedy in un incontro di cinque round svoltosi in Canada. Lo stesso anno Bisping s'impose per KO tecnico su Cung Le, ottenendo il riconoscimento Performance of the Night, mentre a novembre viene sconfitto per sottomissione da Luke Rockhold dopo pochi secondi dall'inizio del secondo round.
Ad aprile del 2015 affrontò l'americano C.B. Dollaway all'evento UFC 186, ottenendo una vittoria per decisione unanime; a luglio sconfigge anche il brasiliano Thales Leites per decisione non unanime in un incontro molto equilibrato. A novembre avrebbe dovuto affrontare il neozelandese Robert Whittaker, ma il 30 settembre rinunciò all'incontro a causa di un infortunio al gomito subìto in allenamento; al suo posto venne inserito Uriah Hall.
Nel febbraio del 2016 avrebbe dovuto vedersela con l'armeno naturalizzato olandese Gegard Mousasi, ma il 24 dicembre Bisping venne rimosso dall'incontro per poter affrontare nello stesso evento l'ex campione dei pesi medi Anderson Silva: nonostante le ferite riportate fu proprio Bisping a trionfare per decisione unanime ed entrambi gli atleti vennero premiati con il riconoscimento Fight of the Night.

#### Campione dei pesi medi UFC
Il 4 giugno 2016 sostituisce l'ex campione dei pesi medi Chris Weidman affrontando Luke Rockhold in un rematch valido per la cintura. Dopo poco più di tre minuti dall'inizio dell'incontro, in un tentativo aggressivo di attacco da parte di Rockhold, Bisping andò a segno con un potente gancio sinistro che stordì pesantemente il campione, che cadde al tappeto; nel tentativo di rialzarsi Rockhold venne colpito nuovamente con un gancio sinistro che pose fine all'incontro. Bisping divenne così il primo britannico a vincere un titolo in UFC e venne premiato con il riconoscimento Performance of the Night.
Ad ottobre dovette difendere il titolo per la prima volta contro Dan Henderson all'evento UFC 204 in un rematch nel quale Bisping ebbe l'opportunità di rifarsi della pesante sconfitta subìta a UFC 100. L'evento si tenne a Manchester, città dove lo stesso campione vive e si allena, e alla fine di un incontro particolarmente duro (subito dopo venne ricoverato a causa delle numerose e profonde ferite su tutto il volto) Bisping riuscì a mantenere il titolo vincendo per decisione unanime; entrambi gli atleti vennero insigniti del premio Fight of the Night.

#### Perdita del titolo e ritiro
Il 4 novembre 2017 affronta il rientrante Georges St-Pierre, ritiratosi per quattro anni dalle MMA, nel main event di UFC 217. Dopo due intensi round, il canadese riesce a mettere a segno un potente gancio sinistro che mette al tappeto il lottatore di Manchester, il quale poco dopo viene sottomesso tramite rear-naked choke.
Dopo sole tre settimane dalla sconfitta contro GSP, Bisping viene scelto come avversario del giovane Kelvin Gastelum in sostituzione di Anderson Silva (sospeso dalla USADA dopo aver fallito nuovamente un test anti-doping) per combattere nel main event del primo evento UFC tenutosi in Cina, ovvero UFC Fight Night 122. L'inglese viene nuovamente sconfitto, questa volta per KO al primo round.
Il 29 maggio 2018 annuncia il ritiro dalle competizioni a causa di un problema all'occhio; l'anno successivo viene introdotto nella Hall of Fame della federazione.

## Risultati nelle arti marziali miste
Gli incontri segnati su sfondo grigio si riferiscono ad incontri di esibizione non ufficiali o comunque non validi per essere integrati nel record da professionista
| Risultato | Record | Avversario          | Metodo                                   | Evento                                | Data              | Round | Tempo | Città                            | Note                                                         |
| --------- | ------ | ------------------- | ---------------------------------------- | ------------------------------------- | ----------------- | ----- | ----- | -------------------------------- | ------------------------------------------------------------ |
| Sconfitta | 30-9   | Kelvin Gastelum     | KO (pugno)                               | UFC Fight Night: Bisping vs. Gastelum | 25 novembre 2017  | 1     | 2:30  | Shangai, Cina                    |                                                              |
| Sconfitta | 30-8   | Georges St-Pierre   | Sottomissione tecnica (rear-naked choke) | UFC 217: Bisping vs. St-Pierre        | 4 novembre 2017   | 3     | 4:23  | New York, Stati Uniti            | Perde il titolo dei pesi medi UFC                            |
| Vittoria  | 30-7   | Dan Henderson       | Decisione (unanime)                      | UFC 204: Bisping vs. Henderson 2      | 8 ottobre 2016    | 5     | 5:00  | Manchester, Inghilterra          | Difende il titolo dei pesi medi UFC. Fight of the Night      |
| Vittoria  | 29-7   | Luke Rockhold       | KO (pugni)                               | UFC 199: Rockhold vs. Bisping 2       | 4 giugno 2016     | 1     | 3:36  | Inglewood, Stati Uniti           | Vince il titolo dei pesi medi UFC. Performance of the Night. |
| Vittoria  | 28-7   | Anderson Silva      | Decisione (unanime)                      | UFC Fight Night: Silva vs. Bisping    | 27 febbraio 2016  | 5     | 5:00  | Londra, Inghilterra              | Fight of the Night                                           |
| Vittoria  | 27-7   | Thales Leites       | Decisione (non unanime)                  | UFC Fight Night: Bisping vs. Leites   | 18 luglio 2015    | 5     | 5:00  | Glasgow, Scozia                  |                                                              |
| Vittoria  | 26-7   | C.B. Dollaway       | Decisione (unanime)                      | UFC 186: Johnson vs. Horiguchi        | 25 aprile 2015    | 3     | 5:00  | Montréal, Canada                 |                                                              |
| Sconfitta | 25-7   | Luke Rockhold       | Sottomissione (ghigliottina)             | UFC Fight Night: Rockhold vs. Bisping | 8 novembre 2014   | 2     | 0:57  | Sydney, Australia                |                                                              |
| Vittoria  | 25-6   | Cung Le             | KO Tecnico (pugni e ginocchiate)         | UFC Fight Night: Bisping vs. Le       | 23 agosto 2014    | 4     | 0:57  | Cotai, Macao                     |                                                              |
| Sconfitta | 24-6   | Tim Kennedy         | Decisione (unanime)                      | UFC Fight Night: Bisping vs. Kennedy  | 16 aprile 2014    | 5     | 5:00  | Québec, Canada                   |                                                              |
| Vittoria  | 24-5   | Alan Belcher        | Decisione (unanime)                      | UFC 159: Jones vs. Sonnen             | 27 aprile 2013    | 3     | 4:29  | Newark, Stati Uniti              |                                                              |
| Sconfitta | 23-5   | Vítor Belfort       | KO Tecnico (calcio alla testa e pugni)   | UFC on FX: Belfort vs. Bisping        | 19 gennaio 2013   | 2     | 1:27  | San Paolo, Brasile               | Eliminatoria per il titolo dei pesi medi UFC                 |
| Vittoria  | 23-4   | Brian Stann         | Decisione (unanime)                      | UFC 152: Jones vs. Belfort            | 22 settembre 2012 | 3     | 5:00  | Toronto, Canada                  |                                                              |
| Sconfitta | 22-4   | Chael Sonnen        | Decisione (unanime)                      | UFC on Fox: Evans vs. Davis           | 28 gennaio 2012   | 3     | 5:00  | Chicago, Stati Uniti             | Eliminatoria per il titolo dei pesi medi UFC                 |
| Vittoria  | 22–3   | Jason Miller        | KO Tecnico (pugni e ginocchiate)         | The Ultimate Fighter 14 Finale        | 3 dicembre 2011   | 3     | 3:34  | Las Vegas, Stati Uniti           |                                                              |
| Vittoria  | 21–3   | Jorge Rivera        | KO Tecnico (pugni)                       | UFC 127: Penn vs. Fitch               | 27 febbraio 2011  | 2     | 1:54  | Sydney, Australia                |                                                              |
| Vittoria  | 20–3   | Yoshihiro Akiyama   | Decisione (unanime)                      | UFC 120: Bisping vs. Akiyama          | 16 ottobre 2010   | 3     | 5:00  | Londra, Regno Unito              |                                                              |
| Vittoria  | 19–3   | Dan Miller          | Decisione (unanime)                      | UFC 114: Rampage vs. Evans            | 29 maggio 2010    | 3     | 5:00  | Las Vegas, Stati Uniti           |                                                              |
| Sconfitta | 18–3   | Wanderlei Silva     | Decisione (unanime)                      | UFC 110: Nogueira vs. Velasquez       | 20 febbraio 2010  | 3     | 5:00  | Sydney, Australia                |                                                              |
| Vittoria  | 18–2   | Denis Kang          | KO Tecnico (pugni e ginocchiate)         | UFC 105: Couture vs. Vera             | 14 novembre 2009  | 2     | 4:24  | Manchester, Regno Unito          |                                                              |
| Sconfitta | 17–2   | Dan Henderson       | KO (pugno)                               | UFC 100                               | 11 luglio 2009    | 2     | 3:20  | Las Vegas, Stati Uniti           | Eliminatoria per il titolo dei pesi medi UFC                 |
| Vittoria  | 17–1   | Chris Leben         | Decisione (unanime)                      | UFC 89: Bisping vs. Leben             | 18 ottobre 2008   | 3     | 5:00  | Birmingham, Regno Unito          |                                                              |
| Vittoria  | 16–1   | Jason Day           | KO Tecnico (infortunio al braccio)       | UFC 85: Bedlam                        | 7 giugno 2008     | 1     | 3:42  | Londra, Regno Unito              |                                                              |
| Vittoria  | 15–1   | Charles McCarthy    | KO Tecnico (infortunio al braccio)       | UFC 83: Serra vs St-Pierre 2          | 19 aprile 2008    | 1     | 5:00  | Montréal, Canada                 | Passa ai pesi medi                                           |
| Sconfitta | 14–1   | Rashad Evans        | Decisione (non unanime)                  | UFC 78: Validation                    | 17 novembre 2007  | 3     | 5:00  | Newark, Stati Uniti              |                                                              |
| Vittoria  | 14–0   | Matt Hamill         | Decisione (non unanime)                  | UFC 75: Champion vs. Champion         | 8 settembre 2007  | 3     | 5:00  | Londra, Regno Unito              |                                                              |
| Vittoria  | 13–0   | Elvis Sinosic       | KO Tecnico (pugni)                       | UFC 70: Nations Collide               | 21 aprile 2007    | 2     | 1:40  | Manchester, Regno Unito          |                                                              |
| Vittoria  | 12–0   | Eric Schafer        | KO Tecnico (pugni)                       | UFC 66: Liddell vs. Ortiz             | 30 dicembre 2006  | 1     | 4:24  | Las Vegas, Stati Uniti           |                                                              |
| Vittoria  | 11–0   | Josh Haynes         | KO Tecnico (pugni)                       | The Ultimate Fighter 3 Finale         | 24 giugno 2006    | 2     | 4:14  | Las Vegas, Stati Uniti           | Vince il torneo dei pesi mediomassimi TUF 3                  |
| Vittoria  | NU     | Ross Pointon        | Sottomissione (colpi)                    | The Ultimate Fighter 3                | 15 giugno 2006    | 1     | 2:13  | Las Vegas, Stati Uniti           | Torneo dei pesi mediomassimi TUF 3, Semifinale               |
| Vittoria  | NU     | Kristian Rothaermel | KO Tecnico (colpi)                       | The Ultimate Fighter 3                | 27 aprile 2006    | 1     | 3:51  | Las Vegas, Stati Uniti           | Torneo dei pesi mediomassimi TUF 3, Primo turno              |
| Vittoria  | 10–0   | Ross Pointon        | Sottomissione (armbar)                   | CWFC: Strike Force 4                  | 26 novembre 2005  | 1     | 2:00  | Coventry, Regno Unito            | Difende il titolo dei pesi mediomassimi Cage Warriors        |
| Vittoria  | 9–0    | Jakob Lovstad       | Sottomissione (colpi)                    | CWFC: Strike Force 3                  | 1º ottobre 2005   | 1     | 1:10  | Coventry, Regno Unito            | Difende il titolo dei pesi mediomassimi Cage Warriors        |
| Vittoria  | 8–0    | Miika Mehmet        | KO Tecnico (stop medico)                 | CWFC: Strike Force 2                  | 16 luglio 2005    | 1     | 3:01  | Coventry, Regno Unito            | Difende il titolo dei pesi mediomassimi Cage Warriors        |
| Vittoria  | 7–0    | Alex Cook           | Sottomissione (strangolamento)           | FX3: Xplosion                         | 18 giugno 2005    | 1     | 3:21  | Reading, Regno Unito             |                                                              |
| Vittoria  | 6–0    | Dave Radford        | KO Tecnico                               | CWFC: Ultimate Force                  | 30 aprile 2005    | 1     | 2:46  | Sheffield, Regno Unito           | Vince il titolo dei pesi mediomassimi Cage Warriors          |
| Vittoria  | 5–0    | Mark Epstein        | KO (pugno)                               | Cage Rage 9: No Mercy                 | 27 novembre 2004  | 3     | 4:43  | Londra, Regno Unito              | Difende il titolo dei pesi mediomassimi Cage Rage            |
| Vittoria  | 4–0    | Andy Bridges        | KO                                       | P & G 3: Glory Days                   | 7 agosto 2004     | 1     | 0:45  | Newcastle upon Tyne, Regno Unito |                                                              |
| Vittoria  | 3–0    | Mark Epstein        | KO Tecnico (pugni e ginocchiate)         | Cage Rage 7: Battle of Britain        | 10 luglio 2004    | 2     | 1:27  | Londra, Regno Unito              | Vince il titolo dei pesi mediomassimi Cage Rage              |
| Vittoria  | 2–0    | John Weir           | KO Tecnico                               | UKMMAC 7: Rage & Fury                 | 30 maggio 2004    | 1     | 0:50  | Essex, Regno Unito               |                                                              |
| Vittoria  | 1–0    | Steve Mathews       | Sottomissione (armbar)                   | P & G 2: Battle of the Ages           | 10 aprile 2004    | 1     | 0:38  | Newcastle upon Tyne, Regno Unito |                                                              |

## Filmografia

### Cinema
- Beatdown, regia di Mike Gunther (2010)
- Indebted, regia di Harris Masood (2010)
- Plastic, regia di Julian Gilbey (2014)
- The Anomaly, regia di Noel Clarke (2014)
- xXx - Il ritorno di Xander Cage (xXx: Return of Xander Cage), regia di D. J. Caruso (2017)
- My Name Is Lenny (2017)
- Nella tana dei lupi (2018)
- Triple Threat, regia di  Jesse V. Johnson  (2019)
- Built for This (2020)
- Nella tana dei lupi 2 - Pantera (Den of Thieves 2: Pantera), regia di Christian Gudegast (2025)
- Red Sonja, regia di M. J. Bassett (2025)

### Televisione
- Hollyoaks Later - serie TV, episodi da 3x01 a 3x05 (2010)
- Strike Back - serie TV (2015)
- Twin Peaks: Il ritorno - serie TV  (2017)
- Dark Matter - serie TV (2017)
- MacGyver - serie TV  (2018)
- Magnum P.I. - serie TV  (2019)
- Hyperdrive - reality show (2019)
- Warrior 2 - serie TV, episodio 6 (2020)